# 克勞蒂亞·潔里尼
克勞蒂亞·潔里尼（義大利語：Claudia Gerini，1971年12月18日—），是一位義大利女演員，曾參與超過30部電影演出，因出演電影《蜜月旅行》、《托斯卡尼豔陽下》及《裸愛》而身價暴紅，而她在電影《受難記：最後的激情》中飾演羅馬總督彼拉多的妻子而為人所知。

## 個人生活
2005年潔里尼與義大利電影導演費德瑞克·贊帕李昂尼結婚。

## 電影
- 1995年《蜜月旅行》（Viaggi Di Nozze）
- 2003年《托斯卡尼豔陽下》（Under the Tuscan Sun）
- 2004年《受難記：最後的激情》（The Passion of the Christ）
- 2004年《激情‧別動》(Non ti muovere)
- 2006年《裸愛》(The Unknown Woman)
- 2012年《現實》（Reality）
- 2017年《捍衛任務2：殺神回歸》（John Wick: Chapter 2）
- 2021年《若愛重來》（per tutta la vita）
- 2023年《时间的秩序》（L'ordine del tempo）

## 外部連結
- 克勞蒂亞·潔里尼在互联网电影资料库（IMDb）上的資料（英文）
- Official Site（页面存档备份，存于）